# Astrantia minor
Astrantia minor es una especie de planta herbácea de la familia de las apiáceas.

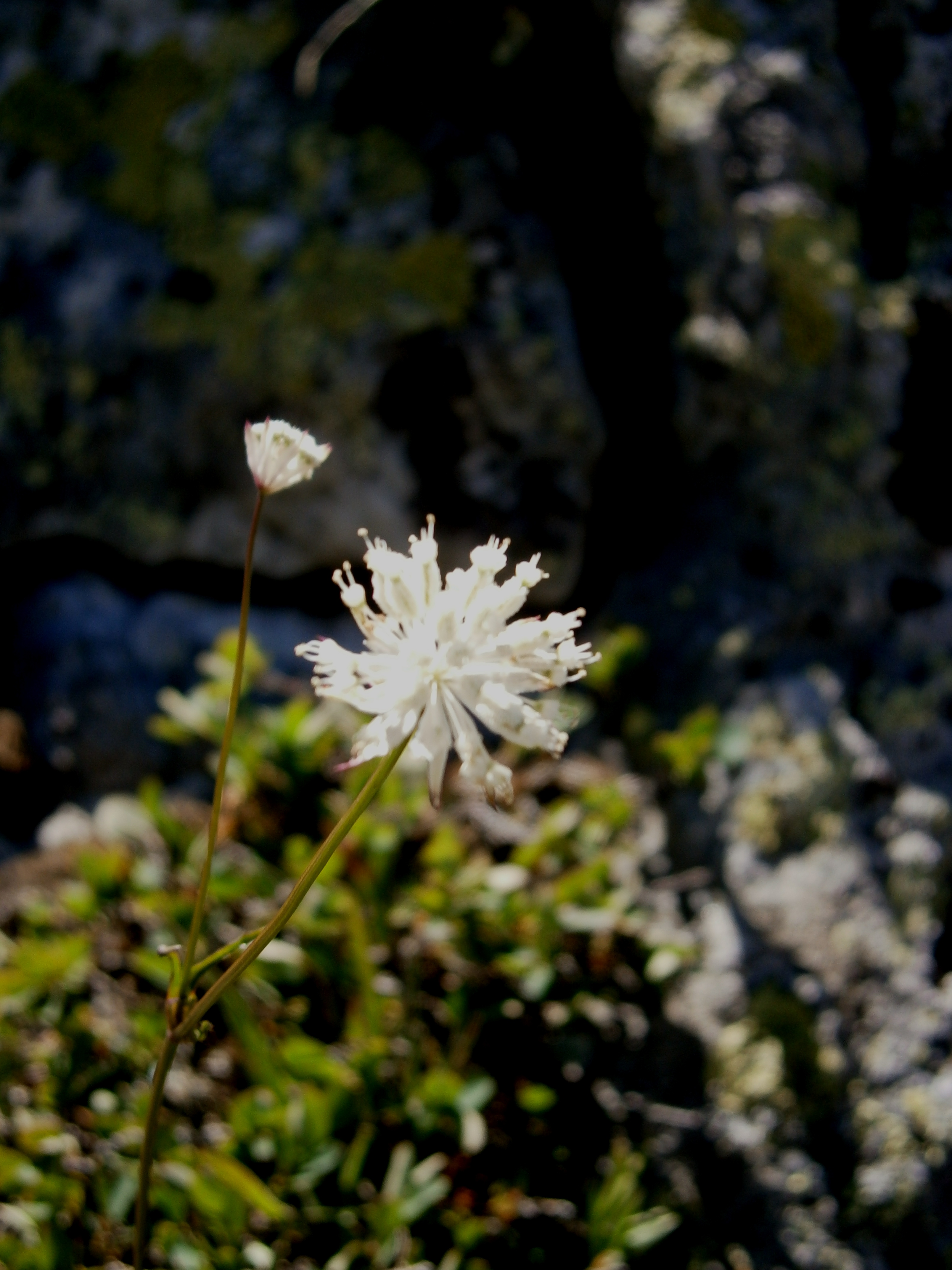
Vista de la planta

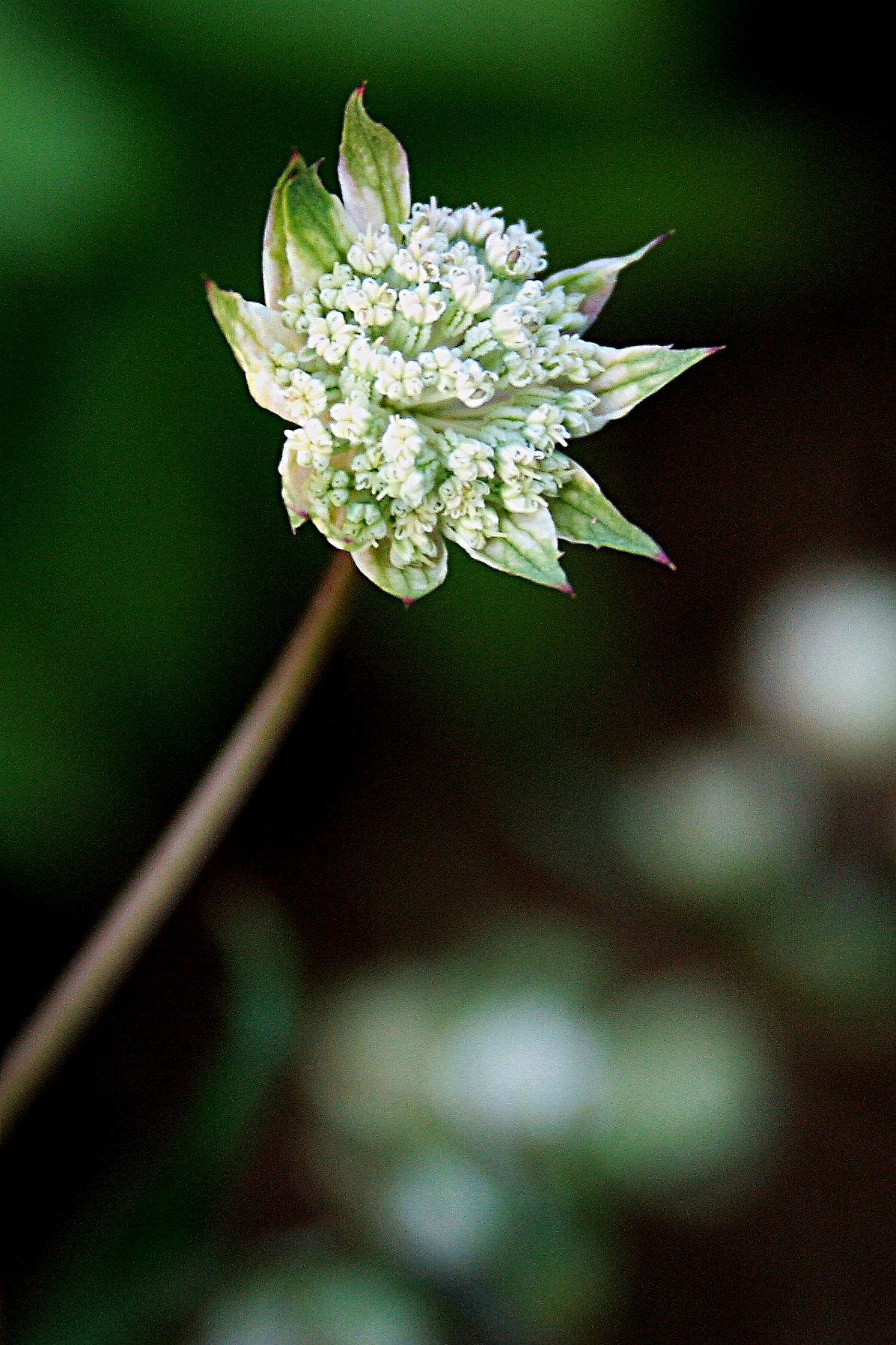
Vista de la flor

## Descripción
A. minor es una hierba menuda que alcanza los 15-30(50) cm de altura, con tallos simples, muy rara vez ramificados en la mitad superior; las hojas basales de dos tipos, a menudo en la misma planta: unas con segmentos estrechos todos pinnatisectos, las otras con segmentos anchos, los centrales pinnatisectos y los laterales profundamente pinnatipartidos; pecíolo de 4-12(19) cm; lámina con (5)7(8) segmentos de 1-3(4,5) x 0,5-1,3 cm, de un verde pálido, dentados en la mitad o dos tercios superiores; las caulinares de la base de la inflorescencia, de 2-3,2 x 0,2-0,5 cm reducidas a 3-5 segmentos. Inflorescencia con 1-3 pedúnculos desiguales; el central, a veces, ramificado, y más largo que los laterales que tienen umbela única. Umbelas rodeadas de (10)12-14 brácteas, de 4-10 x 1-3 mm, membranáceas, enteras, con tres nervios y ápice verdoso. Las flores son 30-40 por umbela, de la misma longitud o un poco más cortas que las brácteas; por lo general las centrales hermafroditas y las exteriores masculinas. Cáliz con dientes de c.1 mm, ovado-oblongos, subobtusos y cortamente aristados (1,5-2 veces más largos que anchos). Pétalos de tamaño similar a los sépalos y color blanquecino o crema. Estambres exertos. Fruto ovoide de (1,5)2-5 mm con escamas en forma de vesícula, subobtusas.
Se distingue de su congénere Astrantia major, aparte de por su pequeña talla, por las hojas basales con siete segmentos (en vez de cinco) y los dientes del cáliz obtusos y cortamente mucronados. 

## Hábitat
Se encuentra en algunas comunidades de megaforbios cerca de cursos de agua y en claros de matorral de azalea de montaña (Rhododendron ferrugineum), sobre suelos frescos del piso alpino y subalpino. Prefiere exclusivamente un sustrato silíceo, en alturas de 
( 1850 ) 2100	- 2300 ( 2600 ) metros. La floración se produce entre julio y agosto y la fructificación entre agosto y septiembre.

## Distribución
Es endémica del centro y sur de Europa (Francia, Suiza, Italia y España); en la península ibérica solo en los Pirineos, en los catalanes y en el de Huesca donde encuentra su límite sudoeste en el Valle de Benasque.

## Taxonomía
Astrantia minor fue descrita por Carlos Linneo y publicado en Species Plantarum 1: 235. 1753.
Sinonimia:
- Astrantia alpina Clairv. [1811, Man. Herbor. : 78]
- Astrantia major subsp. minor (L.) Bonnier & Layens [1894, Fl. Fr. : 135]
- Astrantia helleborifolia Salisb. [1796, Prodr. : 159] [nom. illeg.]
- Astrantia digitata Moench[2]

## Nombre común
- Catalán: astrància menuda.[3]